# Soen
A Soen nemzetközi tagokból álló progresszív metal együttes.

## Története
Habár a zenekar már 2004-ben megalakult, a felállást csak 2010 májusában jelentették be. Az eredeti felállás a következő volt: Martin Lopez (Opeth) -  dob, Steve DiGiorgio (Death, Testament, Sadus) - basszusgitár, Joel Ekelöf (Willowtree) - ének, Kim Platbardzis - gitár. Első daluk 2010-ben jelent meg a zenekar weboldalán. Első videoklipjük a "Savia" című dalhoz pedig 2012 februárjában jelent meg az együttes Facebook oldalán. Első nagylemezük ebben az évben jelent meg. Martin Lopez szerint nevük nem jelent semmit, egész egyszerűen csak tetszett nekik a szó hangzása.

## Zenéjük
Martin Lopez dobos szerint a Soen zenéje "dallamos, kemény és minden mástól különbözik." Zenéjüket sokan a Tool stílusához hasonlították. Lopez azt állította, hogy a Tool valóban hatással volt rájuk, de szerinte ők nem csak egy zenekar, hanem egy stílus.

## Tagok
- Martin Lopez – dob, ütős hangszerek
- Joel Ekelöf – ének
- Lars Åhlund – billentyűk
- Cody Ford – gitár
- Oleksii 'Zlatoyar' Kobel – basszusgitár

Korábbi tagok
- Steve Di Giorgio – basszusgitár
- Inti Oyarzún - basszusgitár
- Stefan Stenberg – basszusgitár
- Christian Andolf – basszusgitár
- Joakim Platbarzdis – gitár
- Marcus Jidell – gitár

## Diszkográfia
- Cognitive (2012)
- Tellurian (2014)
- Lykaia (2017)
- Lotus (2019)
- Imperial (2021)
- Memorial (2023)